# Бейсенбаев, Елнур Сабыржанович
Елнур Сабыржанович Бейсенбаев (каз. Елнұр Сабыржанұлы Бейсенбаев; род. 27 июня 1986, Кентау, Чимкентская область, Казахская ССР) — казахстанский общественно-политический деятель. Депутат мажилиса парламента Казахстана VII—VIII созывов. Исполнительный секретарь партии «Аманат» (с 4 января 2023 года).

## Биография
В 2008 году окончил Казахский национальный университет им. аль-Фараби по специальности «Политология», в 2010 году там же получил степень магистра политологии.
С 2006 по 2010 годы работал заместителем председателя республиканского движения «Болашак», заместителем главного редактора журнала «Жастар Үні».
С 2010 по 2012 год — председатель Молодёжного общественного объединения «Жастар Үні».
С 2012 по 2015 год работал учителем истории школы-лицея № 48 города Алматы, являлся секретарем Алматинского городского филиала Коммунистической Народной партии Казахстана.
С 2015 по 2017 год — руководитель управления по вопросам молодёжной политики города Алматы.
С 2019 по 2020 год — советник акима города Нур-Султан.
С 23 января 2020 года по январь 2021 года являлся председателем молодёжного крыла «Жас Отан» при партии «Нур Отан».
С 15 января 2021 года по 4 января 2023 года — депутат мажилиса парламента Казахстана VII созыва, избран по партийному списку партии «Нур Отан» (c 1 марта 2022 года переименована в партию «Amanat»).
С 4 января по 17 июля 2023 года — исполнительный секретарь партии «Аманат».
С 29 марта 2023 года — депутат Мажилиса Парламента Республики Казахстан VIII созыва по партийному списку партии «Аманат».

## Награды
- Орден «Курмет» (указ президента Казахстана от 2 декабря 2021 года)
- Медаль «30 лет независимости Республики Казахстан» (2021)
- Медаль «25 лет независимости Республики Казахстан» (2016)
- Благодарственные письма: президента Казахстана Н. А. Назарбаева (2016), президента Казахстана К. К. Токаева (2019)